# Begijnhof Kortrijk
Het Begijnhof in Kortrijk is in 1238 door Johanna van Constantinopel gesticht. Het gaaf bewaard middeleeuwse stadsdeel combineert een pleinbegijnhof en een straatbegijnhof en is 0,7 ha groot. Sinds 2 december 1998 behoort het tot het cultureel en natuurlijk werelderfgoed van de UNESCO als deel van de groepsinschrijving van Vlaamse begijnhoven.

## Geschiedenis
Het begijnhof van Kortrijk was omringd door het grafelijk kasteel, de stadswallen en het Sint-Maartenkerkhof en ligt vlak in de buurt van de Onze-Lieve-Vrouwekerk en de Sint-Maartenskerk. Het is vaak verwoest door de Fransen: in 1302 ten tijde van de Guldensporenslag, in 1382 na de Slag bij Westrozebeke en in 1684.
De 41 huisjes stammen uit de 17e eeuw. Het huis met de dubbele trapgevel (1649) was van de grootjuffrouw. De merkwaardige traptoren is de hoektoren van de vroegere Sint-Annazaal uit 1682. De oorspronkelijke gotische kapel is gebouwd in 1464 en verbouwd in de 18e eeuw. In de 19e eeuw was Clementia Hiers ruim vijftig jaar grootjuffrouw. In haar tijd is het beeld van Johanna van Constantinopel geplaatst, gemaakt door Valère Dupont.
In het huis van de grootjuffrouw was tot de zomer van 2008 het Begijnhofmuseum. In juli 2014 opende een belevingscentrum op de benedenverdieping van de gerestaureerde Sint-Annazaal de deuren. In 2015 kwam er een authentiek kijkhuisje of een kijkwoning op nr. 41, naast de hoofdingang.
Het laatste begijntje ter wereld was Marcella Pattyn (geboren in 1920, Thysville Congo). Marcella deed haar intrede in het begijnhof van Sint-Amandsberg in januari 1941 en verhuisde eind oktober 1960 naar het Kortrijkse hof. De laatste jaren verbleef ze in een Kortrijks verzorgingstehuis. Ze overleed er op 14 april 2013 in haar slaap. Een jaar voor haar dood werd ze vereeuwigd met een standbeeld van haar in het Begijnhof van Kortrijk.

## Fotogalerij

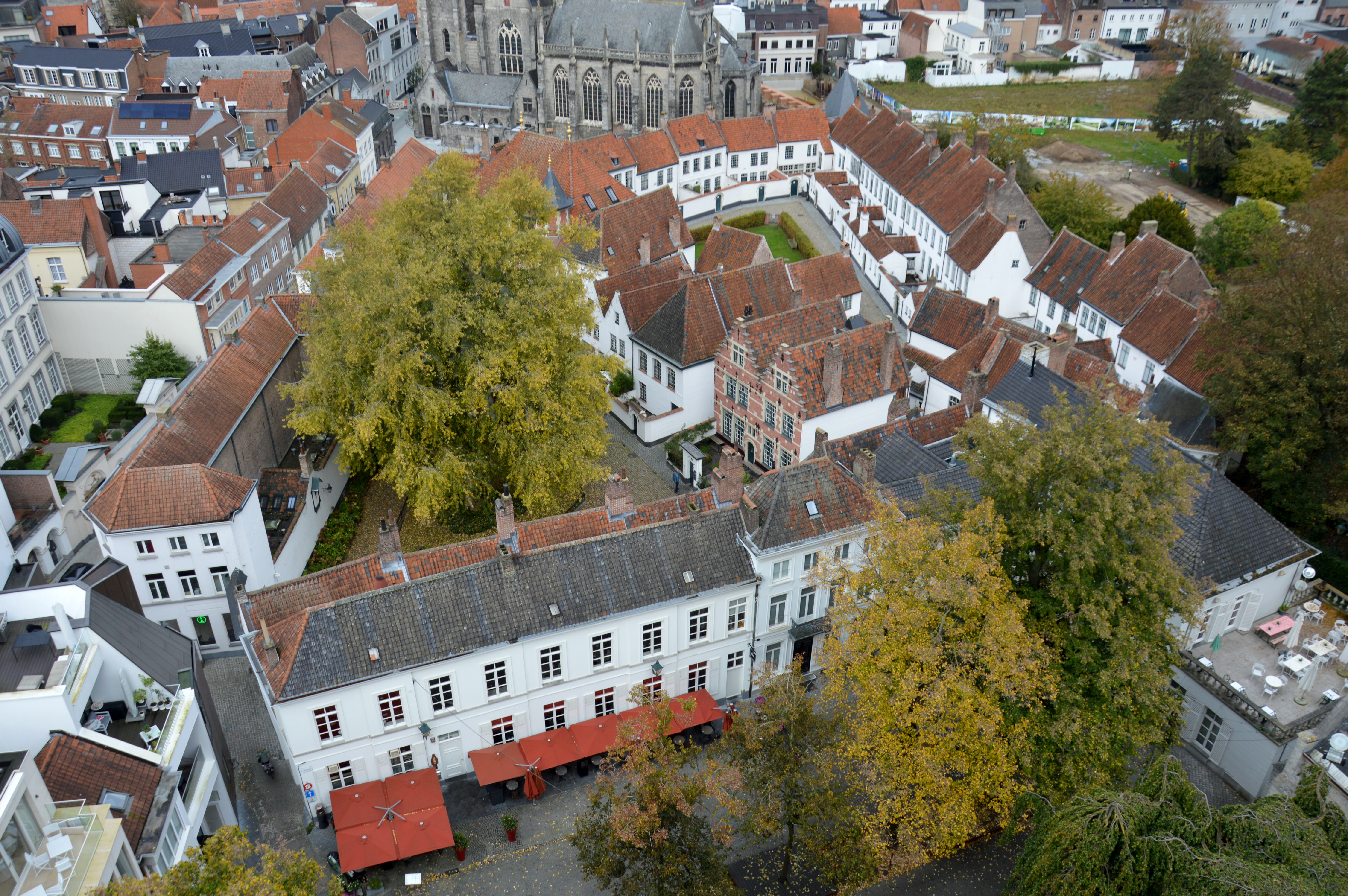
Gezien vanaf de toren van de Sint-Maartenskerk
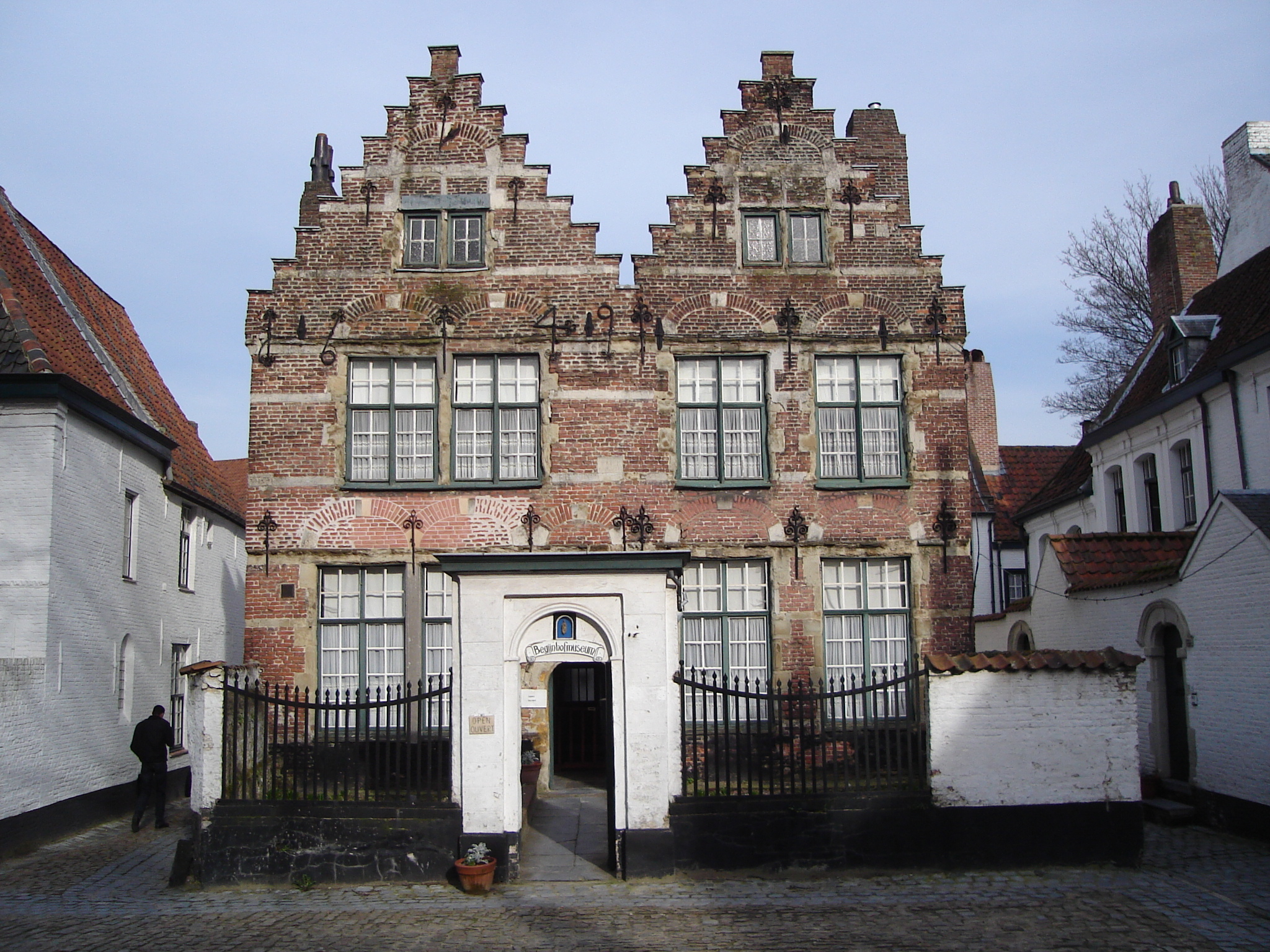
Begijnhofmuseum
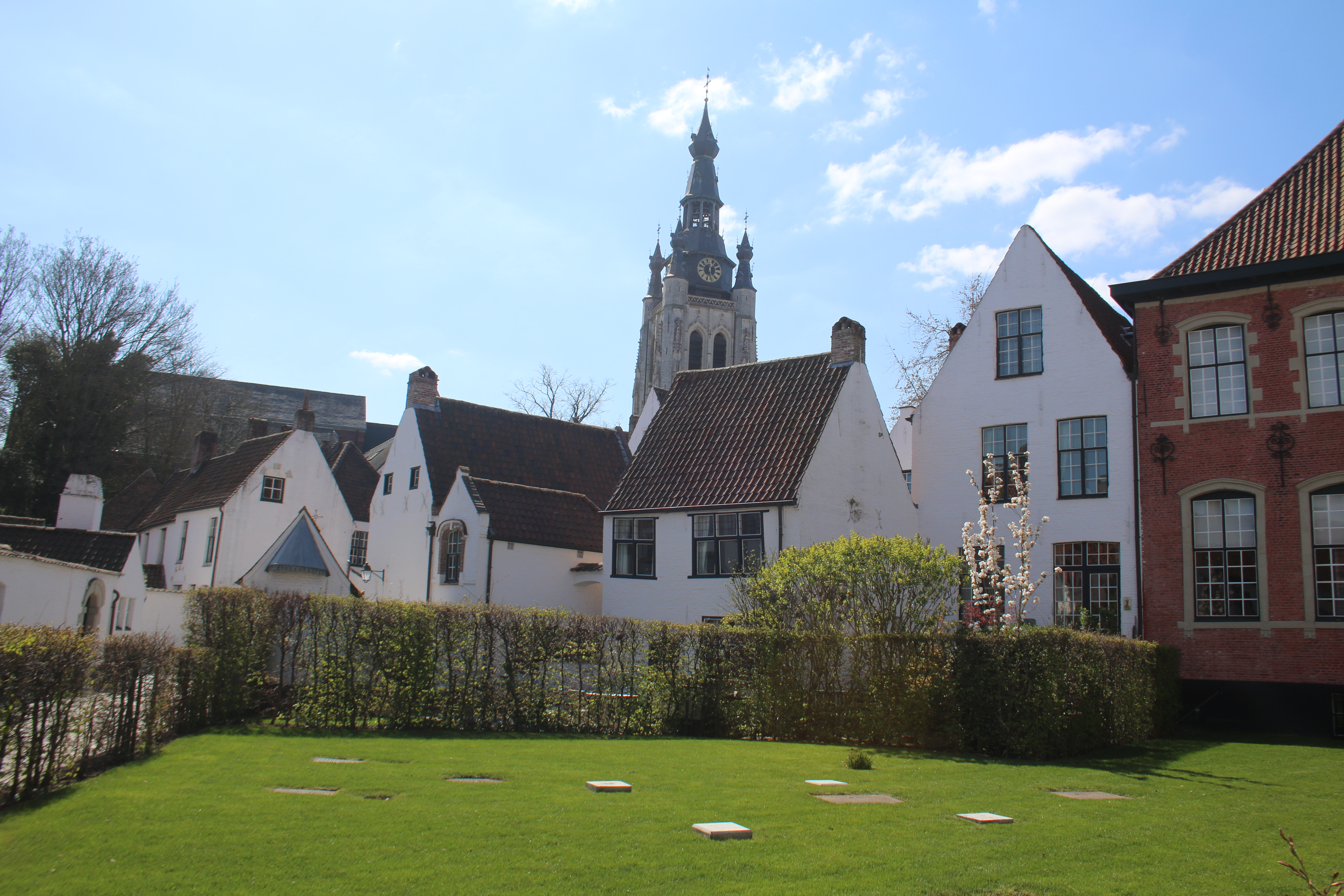
Bleekweide
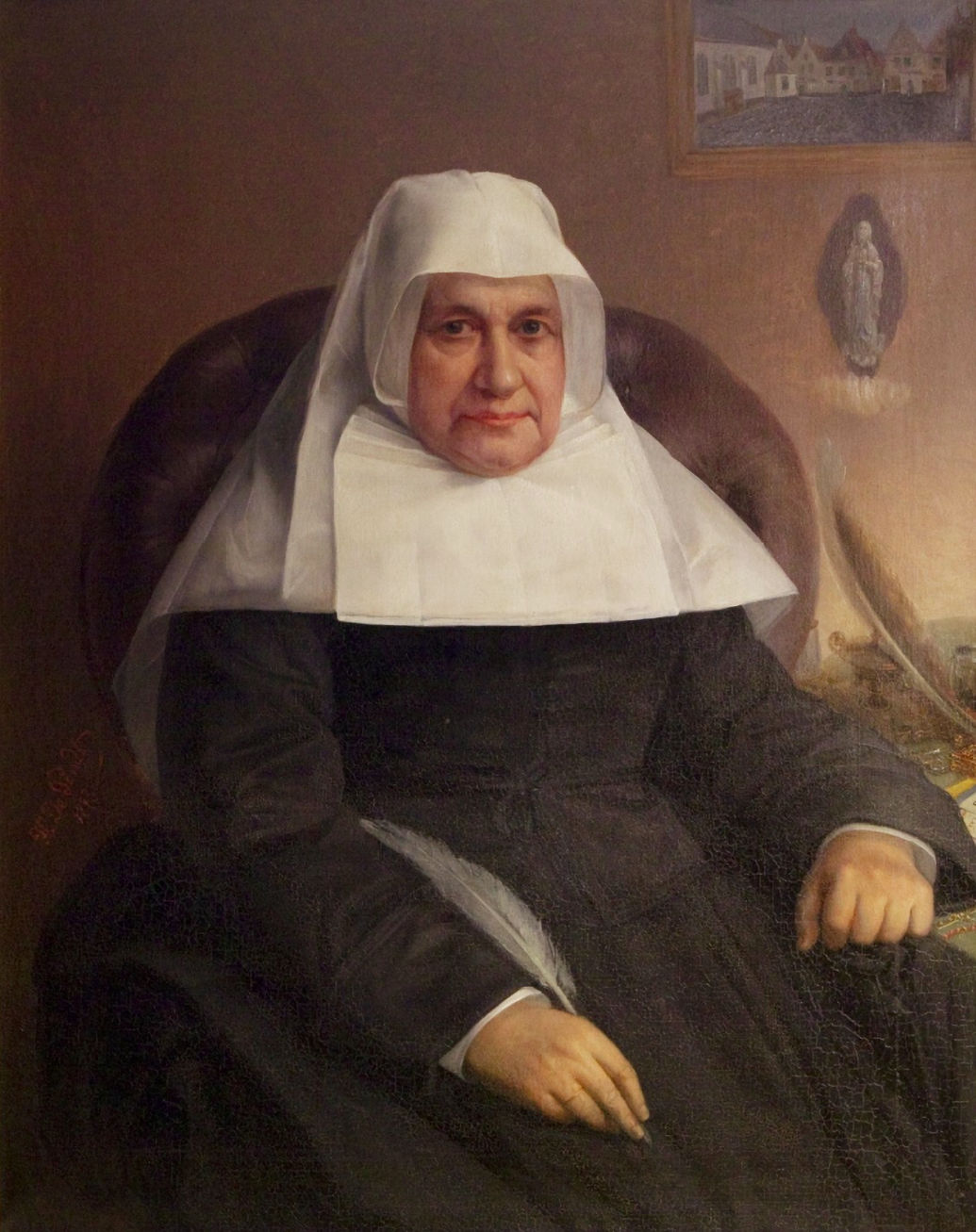
Portret van grootjuffrouw Clementia Hiers (Hendrik De Pondt, 1878)